# Ganzkörperzähler

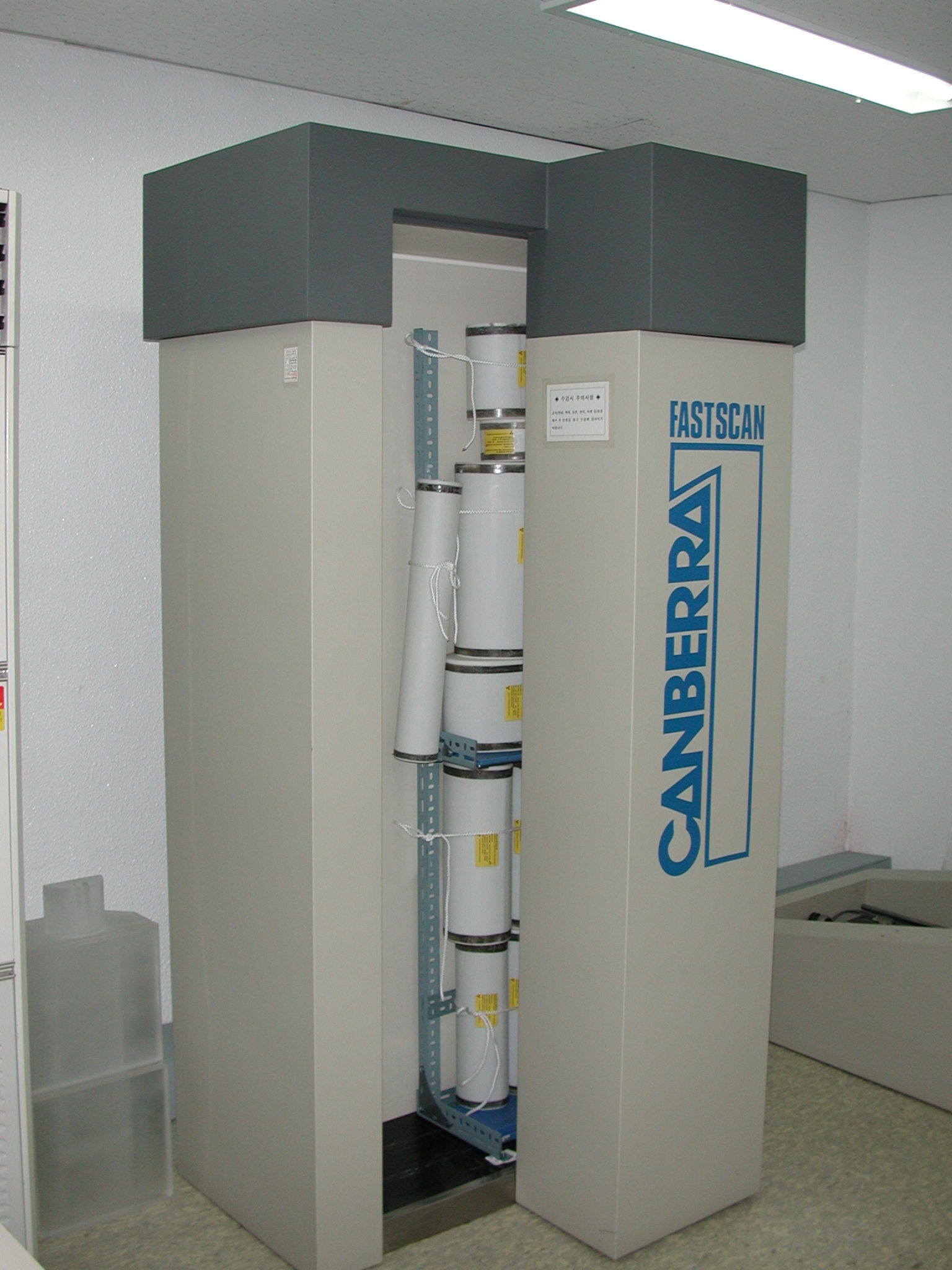
Ganzkörperzähler für Schnellmessungen im Stehen mit darin aufgebautem Kalibrierphantom

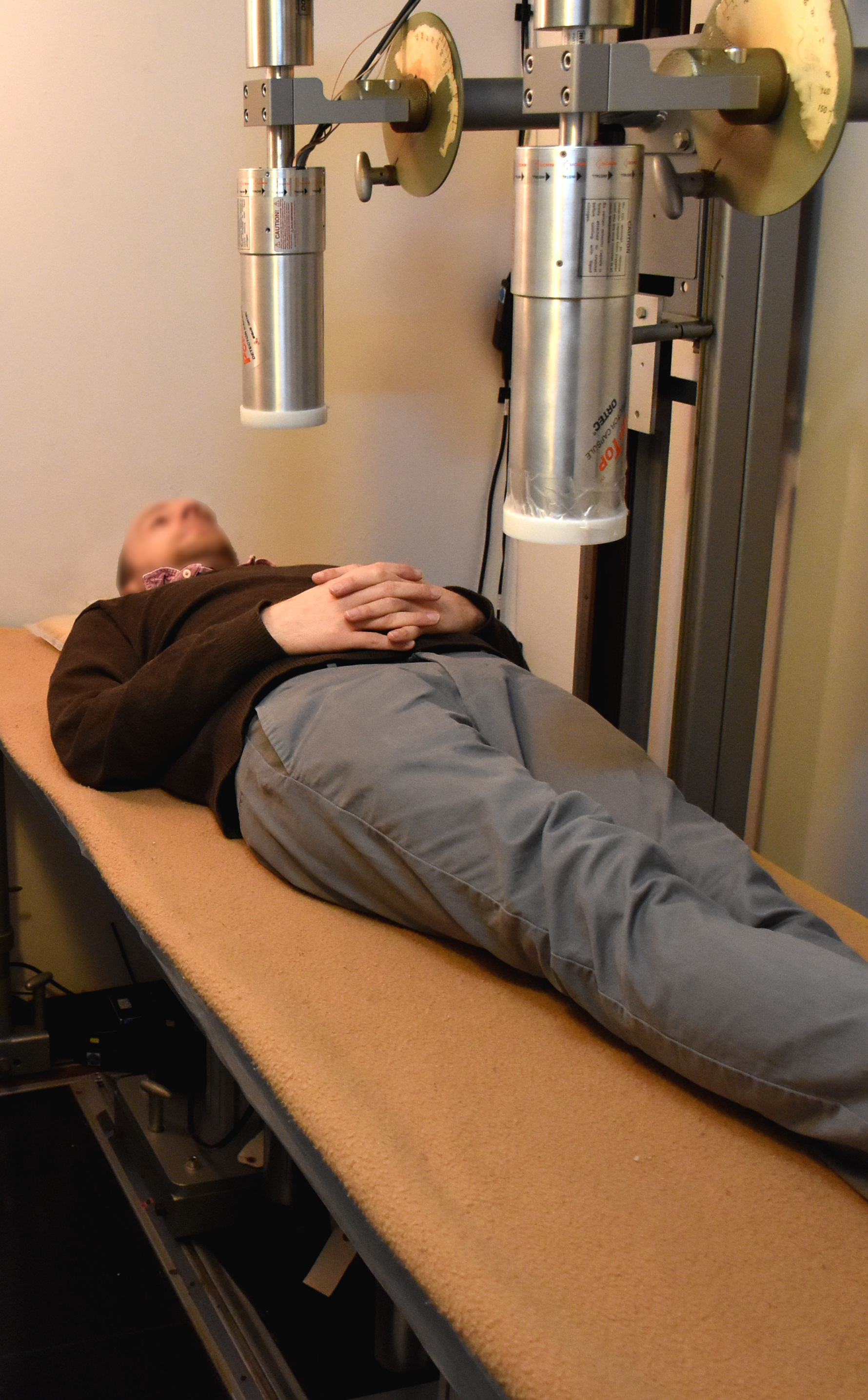
Ganzkörperzähler des deutschen Bundesamts für Strahlenschutz in Neuherberg für Messungen auch kleiner Körperaktivität

Ganzkörperzähler (englisch whole-body counter) dienen zur Bestimmung von Aktivität und Verteilung von gammastrahlenden Nukliden im lebenden Körper (In-vivo-Bestimmung). Das zugrundeliegende Messprinzip ist die Gammaspektrometrie.

## Zweck
Ganzkörperzähler dienen im Strahlenschutz zum Nachweis der Aufnahme (Inkorporation) von Radionukliden bei Menschen, die mit offenen radioaktiven Stoffen umgehen und eventuell durch die Nahrung, durch das Einatmen von Stäuben und Gasen oder über offene Wunden kontaminiert sind. Ganzkörperzähler sind für Radionuklide geeignet, die Photonenstrahlung (Röntgen- und Gammastrahlung) emittieren. Sie werden außerdem experimentell für den Nachweis von Radionukliden, die hochenergetische Betastrahlung oder Neutronenstrahlung emittieren und über im Körper sekundär entstehende Röntgen- und Gammastrahlung gemessen werden, eingesetzt.
Oberflächlich am Körper anhaftende Gammastrahler werden dabei zwangsläufig mitgemessen, so dass die Suche nach aufgenommenen Nukliden erst beginnen kann, wenn vor und nach einer Reinigung die gleiche Aktivität gemessen wird, was ggf. mehrere Reinigungen hintereinander erfordert. Erst danach kann diese verbliebene Aktivität allein den inkorporierten Strahlern zugeschrieben werden. 
Für den Einsatz in schwer zugänglichen Gebieten werden Ganzkörperzähler auch in entsprechende Messfahrzeuge eingebaut.

## Grundlage der Messungen
Messungen mit dieser Methode sind nur möglich, wenn Radionuklide aufgenommen wurden, die Gammastrahlung emittieren (α-  und β-Strahler sind damit nicht messbar). Die Gammastrahlung wird mit mehreren großen, meist beweglichen Gammadetektoren gemessen, und zwar sowohl die Strahlenmenge als auch ihre Energieverteilung, die Rückschlüsse auf die jeweils inkorporierten Nuklide zulässt. Noch genauere Ergebnisse hierzu können Messungen in zeitlichen Abständen liefern, aus denen auch die Halbwertszeiten berechenbar sind, so dass sich aus Energieverteilung und zugehöriger Halbwertszeit die Art der inkorporierten radioaktiven Nuklide exakt bestimmen lässt. Körperbereiche mit intensiverer Strahlung lassen sich eingrenzen; das gestattet Rückschlüsse darauf, welche Organe betroffen sind. 
Die Menge der Gammastrahlung wird anhand der Zählraten berechnet, die von den Gammadetektoren gemessen wird. Bei einer Messung werden in der Regel die Ergebnisse aller vorhandenen Detektoren zusammengezählt. Die Energieverteilung ergibt sich aus den aufgenommenen Spektren. 
Ganzkörperzähler sind von Abschirmungen (z. B. aus Blei) umgeben, damit auch sehr niedrige Aktivitäten nachgewiesen werden können, die sonst von der terrestrischen Umgebungsstrahlung überdeckt würden. Die trotz der Abschirmung stets noch vorhandene restliche Hintergrundstrahlung muss gesondert festgestellt und vom Messergebnis abgezogen werden.

## Ganzkörperzähler in Deutschland, Österreich, der Schweiz und anderen Ländern
In Deutschland betreiben 17 behördlich bestimmte Inkorporationsmessstellen einen Ganzkörperzähler für die Inkorporationsüberwachung beruflich strahlenexponierter Personen. Weitere Ganzkörperzähler in betrieblichen Inkorporationsmessstellen kommen hinzu. Die Verteilung von Ganzkörperzählern in Europa ist jedoch sehr unterschiedlich; so besitzen beispielsweise Portugal, Luxemburg und Irland gar keine öffentlich einsetzbaren Ganzkörperzähler.
Beispiele aus Deutschland, Österreich und der Schweiz:
- Bundesamt für Strahlenschutz, in Berlin-Karlshorst und Neuherberg
- Landesinstitut für Arbeitsgestaltung Nordrhein-Westfalen, Düsseldorf
- Forschungszentrum Jülich
- Justus-Liebig-Universität Gießen
- Universitätsklinikum Münster
- Medizinische Hochschule Hannover
- Universität zu Köln
- Allgemeines Krankenhaus der Stadt Wien
- Seibersdorf Laboratories des Austrian Institute of Technology (Seibersdorf)
- International Atomic Energy Agency, UNO-City, Wien (exterritoriales Gebiet)
- Universitätsspital Basel
- Universität Lausanne
- Pedos AG, Schweiz
- Schweizerische Unfallversicherungsanstalt (SUVA)
- Universität Essen (UKE)